# Love Me & Let Me Go
Love Me & Let Me Go è un singolo della cantante statunitense Ashley Tisdale, pubblicato il 25 gennaio 2019 come secondo singolo per il suo terzo album in studio Symptoms su etichetta discografica Big Noise Records.